# تشيت أندرسون
تشيت أندرسون (بالإنجليزية: Chet Anderson)‏ هو لاعب كرة قدم أمريكية أمريكي، ولد في 14 مارس 1945 في غراند رابيدز في الولايات المتحدة، وتوفي في 14 مارس 2007.

## وصلات خارجية
- تشيت أندرسون على موقع مرجع كرة القدم المحترفة.كوم (الإنجليزية)